# Flipper (Delfin)
Flipper ist der Name der Hauptfigur mehrerer US-amerikanischer Kinofilme und Fernsehserien von Ivan Tors, die von den erfundenen Erlebnissen eines Delfins handeln. Der Name leitet sich von der Bezeichnung für die Brustflossen der Wale ab. 
Ricou Browning, ein wichtiger Mitarbeiter von Tors, hatte die Idee zu der Figur, als er mit seinen Kindern die Tier-Fernsehserie Lassie schaute. Nach der Kinoverfilmung 1963 mit Delfin-Weibchen Mitzi (* 1958; † 1972) als Flipper folgte die Erstausstrahlung der Fernsehserie 1964 bis 1967 auf NBC. Ab dem 1. Januar 1966 wurde die Serie in deutsch synchronisierter Fassung im ZDF gezeigt. Die Titelrolle wurde von insgesamt fünf weiblichen Großen Tümmlern gespielt. 
Zwei der darstellenden Delfine, Susie und Cathy, verloren nach Beendigung der Dreharbeiten ihre tägliche Aufgabe und Ansprache und starben kurz darauf an unterschiedlichen Erkrankungen. Ihr damaliger Trainer Ric O’Barry sprach sich später gegen die Abrichtung von Delfinen als Filmstars aus, da es für die Tiere erheblichen Stress bedeute, und engagiert sich seither gegen die Gefangenhaltung und Bejagung von Delfinen; in seinem Dokumentarthriller Die Bucht (2009) wandte er sich gegen die japanische Delfinjagd.
Ähnlich wie bei anderen tierischen Serienstars, wie z. B. Rin Tin Tin, Lassie und Fury, wird Flipper eine menschenähnliche Intelligenz und eine meist übermenschliche moralische Integrität (die Fähigkeit, Gut und Böse zu unterscheiden und ehrenwerten Motiven zu folgen) verliehen, was ihn in den Filmen zu einem perfekten Beschützer und Verbrechensbekämpfer macht.

## Kinofilme und Serien
- Flipper spielte in drei Kinofilmen die Hauptrolle: Flipper von 1963, in der Fortsetzung Neues Abenteuer mit Flipper von 1964 sowie im Film Flipper von 1996.
- Im Jahre 1964 strahlte der US-amerikanische Fernsehsender NBC die Kinderserie Flipper zum ersten Mal aus, der 1965 eine zweite Staffel folgte. 1966 folgte eine dritte und letzte Staffel, wieder mit den Hauptdarstellern Brian Kelly (Porter Ricks), Luke Halpin (Sandy Ricks) und Tommy Norden (Bud Ricks). Das ZDF strahlte die drei Staffeln der Serie von 1966 bis 1969 erstmals in Deutschland aus.
- Von 1995 bis 2000 wurde ein Remake der Serie, Flippers neue Abenteuer, in vier Staffeln ausgestrahlt, unter anderem mit Jessica Alba.
- Flipper & Lopaka, australische Zeichentrickserie